# ルイーズ・アラネタ・マルコス
マリー・ルイーズ・"リザ"・カチョ・アラネタ・マルコス（Marie Louise "Liza" Araneta Marcos, 1959年8月21日 - ）は、フィリピン共和国の弁護士、学者。フィリピンの第17代大統領ボンボン・マルコスの妻でファーストレディ。マニラで生まれ、アテネオ・デ・マニラ大学を卒業後、ニューヨーク大学の大学院課程を修了した。法律家としてフィリピンの様々な大学で教える一方、MOST (Marcos, Ochoa, Serapio & Tan) 法律事務所およびM&A Associatesの設立メンバーとなった。1989年にニューヨーク市でフィリピンの第10代大統領フェルディナンド・マルコスの息子であるボンボン・マルコスと出会い、1993年に結婚した。2022年フィリピン大統領選挙で夫の選挙参謀を務め、当選して第17代大統領となったボンボン・マルコスの大統領職に影響を与える重要人物の一人と見なされている。

## 家系および教育
1959年8月21日にフィリピンのマニラで生まれた。父マニュエル・L・アラネタ・ジュニアはイロイロ市で生まれて西ネグロス州のバゴで育ったバスケットボール選手で、1948年ロンドンオリンピックのフィリピン代表だった。母はミラグロス・A・カチョである。両親は共にスペイン系で、父方のアラネタ家はバスク地方にルーツがある。父マニュエルは、第5代大統領マニュエル・ロハスの息子の妻ジュディ・アラネタ・ロハスの従兄弟にあたるためロハス家とのつながりがあり、母ミラグロスは、末妹ロサリオ・A・カチョが第11代大統領コラソン・アキノの長兄ペドロ・コジャンコと結婚しているため、コジャンコ家とつながりがある。なおルイーズは、映画監督ポール・ソリアノの父ジェリク・ソリアノの従姉妹にあたり、2015年のポール・ソリアノと女優トニ・ゴンザガの結婚式では、夫ボンボン・マルコスと共にプリンシパル・スポンサー（後見人）を務めている。
ルイーズは1981年にアテネオ・デ・マニラ大学で学際的研究の学士号を取得し、1985年に同大学で法学士号を取得した。アテネオ大学卒業後、ニューヨーク大学に入学し、刑事訴訟法の大学院課程を修了した。

## 法律家として
ニューヨーク大学を卒業後、法律家としてフィリピンの様々な大学で教えた。1996年から1998年まではマニラにあるFar Eastern大学の法学部で、1998年から2006年までは北イロコス州にあるNorthwestern大学の法学部で法律を教えた。2006年に大学の職を一時的に退き、MOST (Marcos, Ochoa, Serapio & Tan) 法律事務所の創立メンバーになり、その後2019年1月にMOSTを辞めて、自分の法律事務所であるM&A Associatesを創立した。
大学には2010年に戻り、Pamantasan ng Lungsod ng Maynila（マニラ市立大学）で教授になり、2014年まで務め、2014年から2018年までバギオにあるセントルイス大学で、2018年から2020年まで北イロコス州にあるMariano Marcos State University (MMSU) で教授として教えた。MMSUでは法学部の副学部長も務め、世界的に流行した新型コロナウイルス感染防止対策としてオンライン授業を行う対応に当たった。

## ファーストレディー

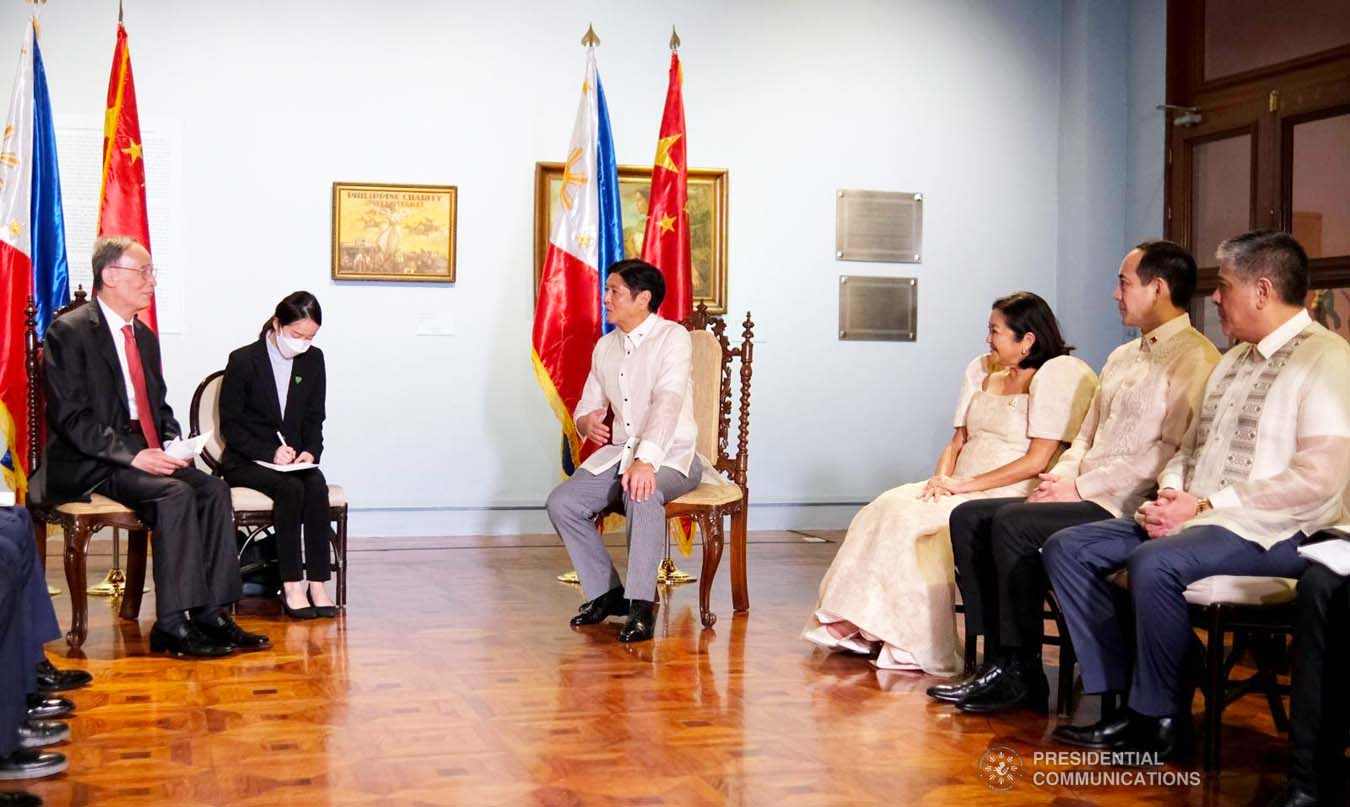
2022年6月30日の大統領就任式の後に中華人民共和国の国家副主席である王岐山がボンボン・マルコス大統領とファーストレディのルイーズ・アラネタ・マルコスを表敬訪問した。

2022年フィリピン大統領選挙で、ルイーズは夫ボンボン・マルコスの選挙参謀を務め、縁戚である映画監督ポール・ソリアーノと共に選挙広告を制作した。2022年5月9日に大統領選挙の投票が行われ、ボンボン・マルコスが圧勝し、6月30日に第17代大統領に就任した。同時に大統領夫人ルイーズ・アラネタ・マルコスはフィリピン共和国のファーストレディになった。前代および前々代大統領のファーストレディーはいなかったため、第14代大統領グロリア・アロヨの夫でファーストジェントルマンであったホセ・ミゲル・アロヨがルイーズの前任者に当たる。ルイーズはボンボン・マルコスの大統領職に影響を与える重要人物の一人と見なされている。
2024年11月23日には夫ボンボンと副大統領を務めるサラ・ドゥテルテの関係悪化を背景に、サラより殺害予告を受けている。

## 私生活
1989年にニューヨーク市で共通の友人を介してボンボン・マルコスと出会った。ボンボン・マルコスの父フェルディナンド・マルコスは1965年から1986年まで20年に及ぶ長期政権をしいたフィリピンの第10代大統領で、マルコス大統領夫妻とその一族は1986年のエドゥサ革命でフィリピンから脱出してアメリカに亡命していた。ルイーズとボンボン・マルコスは1993年4月17日にイタリアのフィエーゾレにある聖フランチェスコ教会で結婚した。夫婦には子供が3人いて、1994年生まれの息子サンドロ・マルコスは、父ボンボンが大統領に当選した2022年の大統領選挙と同時に行われた下院議員選挙で初当選した。